# Международная конфедерация объединённых великих лож
Международная конфедерация объединённых великих лож (МКОВЛ) (с 2013 года) (старое название — Конфедерация объединённых великих лож Европы) — это международная масонская организация была основана в Париже 18 июня 2000 года. Она объединяет великие ложи практикующие Древний и принятый шотландский устав и другие шотландские ритуалы.

## История
Международная конфедерация объединённых великих лож была основана после подписания договора о союзе трёх великих лож: Великой ложи Франции, Великой традиционной и символической ложи Опера и Великой национальной ложи Югославии (ставшей впоследствии Великой национальной ложей Сербии и Черногории).

## Цели
Актуальность МКОВЛ выражена в трёх пунктах:
- Позиционирование себя в качестве регулярной и независимой альтернативы.
- Размышление о концепции этики для каждого послушания.
- Упрощение взаимовизитаций посредством создания «европейского масонского паспорта»[1].

## Деятельность

### «Великая масонская хартия»
«Великая масонская» хартия была создана для того, чтобы:
- Объединить в одну общую организацию ложи, которые уважают суверенитет и автономию друг друга, так же как и символические масонские власти, которые причисляют себя к традиционному регулярному масонству, практикуя высоко духовный масонский ритуал.
- Помочь возрождению масонства в тех странах где, некогда процветающее, оно преследовалось различными тоталитарными режимами .
- Сопроводить создание европейского объединения для того, чтобы образовать нечто отличающееся от зоны свободной торговли.

В то же время, конфедеративная форма объединения исключает посягательства на суверенитет, оставляя за каждым послушанием полную самостоятельность в принятии решений.

### Семь основополагающих принципов
1. Традиционное регулярное масонство является универсальным посвятительным орденом, основанном на братстве.
2. Работы ведутся во славу Великого Архитектора Вселенной.
3. Три великих светоча во время работ помещаются на алтарь приношения клятв: Книга священного закона, циркуль и наугольник; все клятвы приносятся на этих трех светочах.
4. Традиционное регулярное масонство провозглашает свою нерушимую верность и всеобъемлющую преданность своей родине.
5. В ложе запрещены любые споры о политике и религии.
6. Оно ссылается на «Древние уложения» и Конституции Андерсона 1723 года.
7. Работы проводятся в месте, предназначенном ко входу лишь для масонов, людей свободных и добрых нравов, работающих по традиционному ритуалу, вдохновленному библейскими темами, описывающими строительство Иерусалимского Храма и главных персонажей, принимавших в этом участие[1].

### Выдержка из устава
Устав конфедерации в равной степени включает в себя следующие элементы:
- Каждое послушание имеет право практиковать обряд(ы) по своему усмотрению, соблюдая при этом принцип отказа от смешивания.
- Целью конфедерации является координация действий своих членов в отношении вклада в развитие с духовной, культурной и гуманистической точки зрения, гуманитарной и благотворительной деятельности, сближение масонских властей.
- Членство может быть только результатом решения, принятого единогласно (¾) действующими членами, кроме того, также принимаются единогласные решения о совместных действиях благотворительного и гуманитарного характера, также как и вопросы организации семинаров и открытых заседаний.
- Члены конфедерации встречаются не реже одного раза на ассамблее, называемой «координационный комитет»
- Управление конфедерацией возложено на президента, избираемого на три года (в настоящее время Ален Грезель, бывший Великий мастер Великой ложи Франции).
- Члены выплачивают ежегодный сбор[1].

## Участники
На данный момент в конфедерацию входят:
1. Великая ложа Франции
2. Великая традиционная и символическая ложа Опера[2]
3. Великая национальная ложа Сербии[3]
4. Великая ложа ДПШУ Греции[4]
5. Великая масонская всеобщая итальянская ложа
6. Великая национальная ложа Португалии
7. Великая национальная ложа Румынии
8. Великая национальная ложа республики Молдова
9. Объединенная великая ложа Ливана
10. Объединенная великая ложа Марокко[5]
11. Объединённая великая ложа России[6]
12. Великая союзная ложа Испании
13. Великая ложа Канарских островов
14. Великая ложа Болгарии
15. Великая шотландская ложа Колумбии
16. Великая ложа Венгрии ДПШУ
17. Объединённая великая ложа южной Индии
18. Великая светлейшая ложа Италии
19. Объединённая великая ложа Латвии
20. Великая ложа Парагвая
21. Великая национальная ложа Филиппин
22. Великая ложа чешских стран
23. Великая регулярная ложа Словении